# La rapina del secolo (film 2020)
La rapina del secolo (El robo del siglo) è un film argentino del 2020 diretto da Ariel Winograd.

## Trama
Tratto da una storia vera, racconta di una rapina che fruttò una refurtiva stimata da 15 a 19 milioni di dollari (valori custoditi in 147 cassette di sicurezza), tanto da essere definita in Argentina "el robo del siglo".
Venerdì 13 gennaio 2006, dopo una lunga e minuziosa pianificazione, Fernando Araujo guida tre complici nella rapina al caveau della filiale di Acassuso del Banco Rio, muniti solo di armi giocattolo (repliche).. I malviventi trattengono 23 ostaggi, mentre i poliziotti cingono d'assedio la banca. La polizia preferirebbe evitare un'irruzione per evitare vittime tra gli ostaggi, e il negoziatore Miguel Sileo è incaricato di trattare con Luis Vitette Sellanes, "L'uomo con l'abito grigio", unico rapinatore esperto della banda. Il piano dei rapinatori è l'unione di due approcci alternativi: mentre tutti si aspettano dalla banda la negoziazione di una via di fuga come di solito avviene con le rapine, i ladri fuggono con uno stratagemma tipico dei furti a filiale chiusa, passando dalle fogne sotto la filiale per raggiungere l'autista a pochi chilometri di distanza.

## Produzione
Le riprese sono iniziate il 15 aprile 2019 a Buenos Aires e si sono concluse il 4 giugno successivo a Potrerillos (Mendoza), circa sette mesi e mezzo prima della sua uscita nelle sale, avvenuta il 16 gennaio 2020. La sceneggiatura è stata scritta dal produttore Alex Zito e da uno degli autori della rapina, Fernando Araujo, che aveva un negozio di vernici a dieci isolati dalla banca. Il film è stato distribuito dalla Warner Bros. Pictures.

## Distribuzione
La rapina del secolo è stato proiettato per la prima volta in Argentina il 16 gennaio 2020. Successivamente è stato distribuito anche al Málaga Film Festival nel marzo 2020. In Italia, il film è stato trasmesso direttamente in televisione il 20 luglio 2021 su Sky Cinema Due.

## Accoglienza

### Critica
Il film ha ricevuto recensioni positive dalla stampa specializzata. Secondo il sito web Todas las críticas, un portale che raccoglie e fa la media tra varie recensioni professionali, il film ha un punteggio di 77/100, basato su 34 recensioni.

### Incassi
Il film, distribuito dalla Warner Bros., è uscito in 376 sale argentine, il che ha portato a una distribuzione a livello nazionale. Dato l'interesse durante la sua prima e le anteprime, ha finito per espandersi a 392 sale. Con una stima di 96 420 biglietti venduti giovedì 17 gennaio 2020, secondo il sito Ultracine, La rapina del secolo è diventato il secondo film argentino più visto della storia nel giorno di debutto, dietro solamente a quanto realizzato dal film d'animazione Goool!, con 113 000 biglietti staccati.
Dopo il primo weekend di programmazione, il film è anche riuscito ad ottenere il quinto posto nella storia argentina in termini di biglietti venduti da una produzione nativa (417 000), superato solo da Il clan (504 000), Storie pazzesche (450 000) e Goool! (425 000). Alla fine della prima settimana di programmazione, ha raggiunto un totale di 634.000 biglietti venduti. Il film è stato visto da due milioni di spettatori.